# Бийо, Адам
Адам Бийо, или Бильо (фр. Adam Billaut), часто просто Мэтр Адам (фр. Maistre Adam; 31 января 1602, Невер, — 19 мая 1662, Невер) — французский поэт XVII в., по специальности столяр, один из первых французских шансонье.
Посвятил ряд од кардиналу Ришельё. Во времена Фронды был известен своими памфлетами против Мазарини, но после подавления Фронды написал в его честь несколько од. Однако в этих, как и других подобных стихах, ощущалась некоторая ирония.
Мэтр Адам был одним из первых французских шансонье. Его «Вакхическая песня» (фр. Chanson bachique) о сошествии пьяницы в ад с небольшими изменениями популярна до сих пор.
Описывая столярное ремесло в таких стихотворениях, как «Les chevilles» («Верстак») (Париж, 1644 год), «Le Vilebrequin» («Коловорот») (Париж, 1662 год); «Le rabot» («Струг»), Бийо, поэт-самоучка, одновременно подчеркивает свой поэтический дар, говорит о своем равенстве с известными поэтами.
Первый сборник стихов Бийо («Chevilles» — «Столярные шипы») был издан в 1644 году, второй, уже посмертно, двумя изданиями в 1663 году («Vilebrequin» — «Коловорот»).